# Aristida mandoniana
Aristida mandoniana là một loài thực vật có hoa trong họ Hòa thảo. Loài này được Henrard mô tả khoa học đầu tiên năm 1921.